# 金麦
金麦（きんむぎ）は、サントリー株式会社（2代目）が製造・販売する第三のビール（発泡酒②）の商標。酒税法上は2023年9月30日以前に発売された製品までリキュール（発泡性）②に分類されていたが、同年10月1日以降より新規発売された製品、およびリニューアルを実施した既存製品より酒税法の改正に伴い順次、発泡酒②に分類されることとなった。
本項では、「金麦」のシリーズ製品についても述べる。

## 歴史
2007年6月19日発売開始。4年連続で過去最高販売数量を更新、2009年8月31日に350ml換算累計出荷本数10億本を突破した。
2012年9月からは業務用の樽生の販売も開始している。
発売当初は（初代）サントリーが製造・発売していたが、持株会社制への移行に伴って2009年4月からは（初代）サントリー酒類が製造・販売を行い、2014年10月の組織改編に伴い、同社のビール事業（ビール・発泡酒・第三のビール・ノンアルコールビールテイスト飲料）を分割・独立したサントリービールが製造・発売を行い、販売元は2015年1月の商号変更に伴い、（2代目）サントリー酒類（旧・サントリービア&スピリッツ）が担当していた。2022年7月からは国内酒類事業の組織再編によって発足した（2代目）サントリーが製造・販売を行うようになり、同時期の製造分よりパッケージに記載の名義が「サントリー(株)」に変更されている。

## 技術
従来のビールではタンパク質よりデンプンが多い麦芽が向いているとされてきたが、金麦では窒素分となるタンパク質を豊富に含む麦芽を全麦芽中50%以上使用した。麦汁を糖化する際、一定量を取り出して煮沸する「デコクション製法」を採用。これによりアミノカルボニル反応が起きうま味が向上するとともに、糖化酵素が失活することにより分解されずに残った多糖類がコクの素となる。これによりアルコール分は薄まるが、小麦由来のスピリッツをブレンドすることにより最終的に補われる。ホップは香りが特徴の「アロマホップ」と苦味が特徴の「ビターホップ」を2段階で投入し、風味を生かしている。

## リニューアル
発売後も改良が続けられ、年に1回のペースでリニューアルが行われている。
- 2008年5月27日[7] - 仕込工程での温度・時間などの条件見直しや発酵工程における酵母の活動を適正化することで「旨味麦芽」の旨み成分をさらに引き出した。パッケージデザインは新たに金蓋を採用し、「旨味麦芽 RICH MALT」という文字を正面に配した。
- 2009年2月（同月中旬製造分以降自然切替）[8] - 麦汁をつくる煮沸工程においてホップを2回に分けて投入する「2段階ホップ仕込」の投入条件の最適化を図った。パッケージデザインは紺色のグラデーションが明るくなり、「金麦」のロゴと「RICH MALT」の文字が大きくなった。
- 2010年12月（同月中旬製造分以降自然切替）[9] - 麦芽の使用量を増量。パッケージデザインは「RICH MALT」の文字に立体感を持たせた。
- 2011年12月（同月中旬製造分以降自然切替）[10] - 「2段階ホップ仕込みの投入条件最適化を再度図った。パッケージデザインは商品ロゴに立体感を持たせ、下部の麦穂の形状も変更した。
- 2012年12月（同月上旬製造分以降自然切替）[11] - 「旨味麦芽」を1割程度増量した。パッケージデザインの変更はないが、2013年春に側面表記を縦書きから横書きに変更した。
- 2013年12月（同月中旬製造分以降自然切替）[12] - 醸造工程の工夫を行ったほか、パッケージデザインは「天然水仕込」の下部にラインを入れて強調させた。
- 2014年12月（同月上旬製造分以降自然切替）[13] - 「旨味麦芽」を増量。パッケージデザインは下部の麦穂の形状が変更されたほか、裏面に広告コピーと連動したメッセージ「金の麦が、うまさを輝く。」が記された期間限定デザインが設定される。
- 2015年12月（同月上旬製造分以降自然切替）[14] - 醸造工程の見直しを行い、味わいを改良。パッケージデザインは麦の穂のイラストを立体的なデザインに変更した。
- 2016年12月（同月上旬製造分以降自然切替）[15] - 醸造工程が見直された。また、従来からの350ml缶、500ml缶に加え、2017年1月17日には、250ml入りのミニ缶が追加発売され、3容量となった。
- 2017年12月（同月上旬製造分より順次自然切替）[16] - 香りのバランスを変更。パッケージデザインは缶の下部を1本の麦を横に配したデザインに変更された。
- 2019年1月（同月上旬製造分より順次自然切替）[17] - 発売13年目にして初の大幅刷新となり、麦芽使用量が歴代「金麦」内で（当時）最大量となった。パッケージデザインも缶下部に配されていた麦のイラストが無くなり、「いい麦と天然水」が新たに表記された。
- 2019年11月（同月中旬製造分より順次自然切替）[18] - 使用する麦芽を「旨み麦芽」に自社精麦された国産麦芽を一部ブレンドした「贅沢麦芽」となったほか、仕込釜の麦汁を煮出す工程で三段階の温度帯によって麦のうまみを抽出する「三段うまみ抽出製法」が採用された。パッケージデザインは缶下部の表記が2行で「贅沢麦芽」「〈国産麦芽〉仕込み」に改められた。
- 2020年1月（同月中旬製造分より順次自然切替）[19] - 季節ごとに中身を変える「四季の金麦」へ移行され、かろやか仕立ての中身と桜をあしらったパッケージの春仕様となる。
- 2020年4月（同月中旬製造分より順次自然切替）[20] - 爽やか仕立ての中身と花火のデザインをあしらったパッケージの夏仕様となる。
- 2020年7月（同月下旬製造分より順次自然切替）[21] - まろやか仕立ての中身と紅葉のデザインをあしらったパッケージの秋仕様となる。
- 2020年9月（同月下旬製造分より順次自然切替）[22] - 澄んだ後味仕立ての中身との雪のデザインをあしらったパッケージの冬仕様となる。
- 2021年1月（同月上旬製造分より順次自然切替）[23] - 期間限定でかろやか仕立ての中身と桜をあしらったパッケージの春仕様となる。
- 2021年5月（同月製造分より順次自然切替）[24] - 期間限定で爽やか仕立ての中身と花火のデザインをあしらったパッケージの夏仕様となる。
- 2021年8月（同月製造分より順次自然切替）[25] - 期間限定でまろやか仕立ての中身と紅葉のデザインをあしらったパッケージの秋仕様となる。
- 2021年10月（同月製造分より順次自然切替）[26] - 期間限定で豊かな味わい仕立ての中身と雪のモチーフをあしらったパッケージの冬仕様となる。
- 2022年1月（同月製造分より順次自然切替）[27] - 麦芽の使用量をこれまでの「金麦」内で最大量に増やし、「贅沢麦芽」や天然水での仕込、季節に合わせた味の調整、うまみ三段仕立てを組み合わせた「新・ていねい製法」を採用。また、パッケージデザインは「金麦」のロゴを初めて縦書き仕様に変更し、素材や製法も記載された。
- 2021年5月（同月上旬製造分より順次自然切替）[28] - 期間限定で爽やか仕立ての中身と花火のデザインをあしらったパッケージの夏仕様となる。
- 2022年12月（同月製造分以降順次自然切替）[29] - 「贅沢麦芽」のうまみを感じられるおいしさに仕上げるために醸造条件が見直された。パッケージデザインは大きな変更はないものの、「suntory」のコーポレートロゴが上部から下部に移動された。

## シリーズ商品
金麦〈糖質75%オフ〉
2012年4月3日に、「金麦」に比べて糖質を抑えたシリーズ製品「金麦〈糖質70%オフ〉」の発売を開始した。パッケージデザインは白を基調に「金麦」の文字色を緑にすることで区別されている。
同年12月に初のリニューアル（缶のデザインは同年10月に先行切替、同年12月下旬製造分より順次自然切替）。味わいを改良するとともに、パッケージデザインはロゴの下に「RICH MALT」、その下の緑色の四角形に「糖質70%off」と表記していたのをロゴの下に「糖質70%オフ」、その下の緑色の部分はリボン状に変更して「RICH MALT」に変更した。。
2013年12月に2度目のリニューアル（同月下旬製造分より順次自然切替）。麦芽の配合バランスの最適化したほか、パッケージデザインは「70%」と「天然水仕込」の表記を大きくした。
2014年4月に3度目のリニューアル（同月下旬製造分より順次自然切替）。糖質が70%オフから75%オフに向上し、原材料の配合バランスや製法の最適化が図られた。併せて、商品名が変更となった。
2015年4月に4度目のリニューアル（同月上旬製造分より順次自然切替）。原材料の配合の見直しが図られた。パッケージも一部変更となり、下部に記載の「RICH MALT」をより強調したデザインとなった。
2016年2月に5度目のリニューアル（同月上旬製造分より順次自然切替）。二条大麦麦芽の中でもうまみ成分であるたんぱく質を多く含む麦芽である「旨味麦芽」を増量。パッケージデザインも一部変更され、左上に「麦のうまみ かがやく」が表記された。
2017年2月に6度目のリニューアル（同月上旬製造分より順次自然切替）。「旨味麦芽」が更に増量。パッケージデザインも一部変更され、上部に金のグラデーションが入り、左上に「麦のうまみUP」が表記された。
同年11月に7度目のリニューアル（同月下旬製造分より順次自然切替）。「旨味麦芽」を増量。パッケージデザインも一部変更され、左上のアイコンが「麦増量 うまみUP」に変更された。
2019年2月に8度目のリニューアル（同月中旬製造分より順次自然切替）。「旨味麦芽」が歴代「糖質75%オフ」内で最大量となった。パッケージデザインは白からクリーム色のグラデーションとした背景色となり、缶下部には「金麦」同様、「いい麦と天然水」が表記された。
同年11月に「金麦」と同時に9度目のリニューアル（同月中旬製造分より順次自然切替）。「金麦」同様に国産麦芽を一部ブレンドした「贅沢麦芽」に変更。これに伴って、パッケージデザインの缶下部の表記が「金麦」同様に「贅沢麦芽」に改められた。
2020年1月に「金麦」同様に四季ごとに中身を変更する「四季の金麦」へ移行され、かろやか仕立ての中身設計と、桜をあしらったパッケージの春仕様へ切替（同月中旬製造分より順次自然切替）。
同年4月「金麦」同様に爽やか仕立ての中身設計と、花火のデザインをあしらったパッケージの夏仕様へ切替（同月中旬製造分より順次自然切替）。
同年7月に「金麦」同様にまろやか仕立ての中身設計と、紅葉のデザインをあしらったパッケージの秋仕様へ切替（同月下旬製造分より順次自然切替）。
同年9月に「金麦」同様に澄んだ後味仕立ての中身設計と、雪のデザインをあしらったパッケージの冬仕様へ切替（同月下旬製造分より順次自然切替）。
2021年1月に「金麦」同様に期間限定でかろやか仕立ての中身と桜をあしらったパッケージの春仕様へ切替（同月上旬製造分より順次自然切替）。
同年5月に「金麦」同様に期間限定で爽やか仕立ての中身設計と、花火のデザインをあしらったパッケージの夏仕様へ切替（同月製造分より順次自然切替）。
同年8月に「金麦」同様に期間限定でまろやか仕立ての中身設計と、紅葉のデザインをあしらったパッケージの秋仕様へ切替（同月製造分より順次自然切替）。
同年10月に「金麦」同様に期間限定で豊かな味わい仕立ての中身設計と、雪のモチーフをあしらったパッケージの冬仕様へ切替（同月製造分より順次自然切替）。
同年12月に10度目のリニューアル（同月製造分より順次自然切替）。麦芽の使用量をアップ。パッケージデザインを白と金の配色に変更された。
2022年12月に「金麦」と同時に11度目のリニューアル（同月製造分以降順次自然切替）。麦芽配合の調整と麦芽使用量を増加。パッケージデザインは「金麦」に合わせて縦書きロゴへ変更された。
金麦〈ゴールド・ラガー〉→ 金麦〈ザ・ラガー〉
2019年2月5日に本格コク系のシリーズ製品として発売を開始した。「旨味麦芽」を使用し、同社のプレミアムビール「ザ・プレミアム・モルツ」でも用いられている仕込釜で煮沸工程を2回繰り返すことで濃厚な麦汁を作り出す「本格二段仕込製法」を採用するとともに、「金麦クリアラベル」にも採用されているHHS製法も採用され、ビターホップをふんだんに使用した。パッケージデザインは赤色基調にブランドロゴを金メダル風に配置した。
同年11月に「金麦」「金麦〈糖質75%オフ〉」と同時に初のリニューアル（同月中旬製造分より順次自然切替）。「金麦」「金麦〈糖質75%オフ〉」同様に国産麦芽を一部ブレンドした「贅沢麦芽」に変更。これに伴って、パッケージデザインの缶下部の表記が2行で「ゴールド・ラガー」「贅沢麦芽」に改められた。
2020年1月に「金麦」「金麦〈糖質75%オフ〉」同様に四季ごとに中身を変更する「四季の金麦」へ移行され、桜をあしらったパッケージの春仕様へ切替（同月中旬製造分より順次自然切替）。
同年4月に「金麦」「金麦〈糖質75%オフ〉」同様に花火のデザインをあしらったパッケージの夏仕様へ切替（同月中旬製造分より順次自然切替）。
同年7月に「金麦」「金麦〈糖質75%オフ〉」同様に紅葉のデザインをあしらったパッケージの秋仕様へ切替（同月下旬製造分より順次自然切替）。
同年9月に「金麦」「金麦〈糖質75%オフ〉」同様に雪のデザインをあしらったパッケージの冬仕様へ切替（同月下旬製造分より順次自然切替）。
2021年2月2日 に全面改良を実施し、商品名を「金麦〈ザ・ラガー〉」に改称。
同年5月に「金麦」「金麦〈糖質75%オフ〉」同様に期間限定で爽やか仕立ての中身設計と、花火のデザインをあしらったパッケージの夏仕様へ切替（同月製造分より順次自然切替）。
同年8月に「金麦」「金麦〈糖質75%オフ〉」同様に期間限定でまろやか仕立ての中身設計と、紅葉のデザインをあしらったパッケージの秋仕様へ切替（同月製造分より順次自然切替）。
同年10月に「金麦」「金麦〈糖質75%オフ〉」同様に期間限定で豊かな味わい仕立ての中身設計と、雪のモチーフをあしらったパッケージの冬仕様へ切替（同月製造分より順次自然切替）。
同年12月に〈ザ・ラガー〉への全面刷新後初のリニューアル（同月製造分より順次自然切替）。ミュンヒナー麦芽を一部使用するとともに原料の配合も見直された。また、パッケージには差し色として黒も配された 。
2022年12月に「金麦」「金麦〈糖質75%オフ〉」と同時に2度目のリニューアル（同月製造分以降順次自然切替）。中身の改良を行ったほか、パッケージデザインは「金麦」に合わせて縦書きロゴへ変更された。

### 限定品
金麦〈琥珀のくつろぎ〉
2014年12月2日に「金麦」シリーズ初の期間限定品として発売を開始。ロースト麦芽とドイツ産アロマホップを一部使用した。また、パッケージも赤色基調となっている。
2015年10月20日に、サントリー製主要新ジャンルの基準に比べて熟成期間を約3割長くした「贅沢長期熟成製法」を採用してリニューアルの上、再発売した。
2016年10月18日に、醸造工程を見直し、パッケージデザインを濃赤から黒のグラデーションの背景色に変更してリニューアルの上、3度目の再発売となった。
2017年10月3日に、ホップの配合が調整され、パッケージデザインを深みのある赤色基調に変更するリニューアルを行い、4度目の再発売となった。
2018年9月18日に、中身を改良し、パッケージデザインをおぼろげな明かりをモチーフとしたデザインに変更するリニューアルを行い、5度目の再発売となった。
2019年8月20日に、醸造工程が見直され、パッケージデザインを色とりどりの紅葉がゆらめくイラストを加えたデザインに変更するリニューアルを行い、6度目の再発売となった。
金麦〈黒のひととき〉
2015年12月1日に発売。黒麦芽とカラメル麦芽を一部使用し、「金麦<琥珀のくつろぎ>」と同じく「贅沢長期熟成製法」を採用した「金麦」シリーズ初の"黒"製品である。パッケージは黒色基調をベースに、下部に金帯が施されている。
金麦〈濃いめのひととき〉
2018年11月20日に発売。「旨味麦芽」を通常の「金麦」に比べて約1.3倍使用し、原材料となる発泡酒の醸造においてミュンヒナー麦芽も一部使用した濃いめの製品。パッケージは深緑基調をベースに、商品名を大きな金文字で表記している。
2019年10月8日に「2019年冬限定」の表記を加えるパッケージデザインの変更を受け、再発売された。
2020年10月13日に、「金麦」同様に国産麦芽を一部ブレンドした「贅沢麦芽」を使用するリニューアルを受け、2度目の再発売。
2021年9月28日に、「濃い目のひととき」の部分に金の帯を配したパッケージデザインの変更を受け、3度目の再発売。
2022年10月11日に、パッケージデザインを一部変更し、4度目の再発売。
金麦〈香りの余韻〉
2019年11月19日に発売。ネルソンソーヴィンポップと「金麦」で初めてとなる上面発酵酵母を使用し、アルコール度数を6%の高めに設定されたエールタイプ。パッケージはゴールドとホワイトの組み合わせを採用している。本品は「金麦」で初の販売店限定製品となり、イオングループの酒類取扱店（イオン、マックスバリュ、イオンスーパーセンター、ダイエー、まいばすけっとなど）にて数量限定で発売された。
2020年11月4日に、「金麦」同様に国産麦芽を一部ブレンドした「贅沢麦芽」に変更するリニューアルを受け、再発売された。
金麦〈香り爽やか〉
2020年6月30日に発売。「贅沢麦芽」と上面発酵酵母を使用したエールタイプ。パッケージは水色と金色の基調を採用している。数量限定発売となる。
2021年6月22日に原料の配合を変更するリニューアルを受け、再発売された。
2022年6月21日にカリスタホップを一部使用し、国産麦芽の使用比率を高めるリニューアルを受け、2度目の再発売。
金麦〈琥珀の秋〉
2020年8月18日に発売。2019年まで数量限定で発売されていた「金麦〈琥珀のくつろぎ〉」をリニューアルして発売するもので、「金麦」同様に国産麦芽を一部ブレンドした「贅沢麦芽」を使用するとともに、麦汁煮沸終了前後の適切な時期にホップを投入する「レイトホッピング製法」が採用され、低温熟成期間を「金麦」に比べて長く設定された。パッケージは赤・黒・金を組み合わせ、上部に紅葉のイラストをあしらっている。数量限定発売となる。
2021年8月17日に原料の配合を変更するリニューアルを受け、再発売された。
2022年8月16日に香味バランスを調整するリニューアルを受け、2度目の再発売。
2023年8月15日に使用する麦芽の一部に「ロースト麦芽」が使用されるとともに、琥珀色と紺色のグラデーションに変更するリニューアルを受け、3度目の再発売。
金麦〈深煎りのコク〉
2020年11月24日に発売。「贅沢麦芽」と焙煎麦芽を一部使用。パッケージは木目のモチーフに金色を配したデザインを採用。数量限定発売となる。
2021年11月30日に麦芽配合の調整を行うとともに、〈濃い目のひととき〉同様、「深煎りのコク」の部分に金色の帯を配したパッケージデザインに変更するリニューアルを受け、再発売された。
2022年11月22日に仕込や発酵条件の見直しを行い、パッケージデザインを一部変更するリニューアルを受け、2度目の再発売。
金麦〈夏香るエールタイプ〉
2023年7月18日に発売。複数のアロマホップと「上面発行酵母」を使用した夏季限定のエールタイプ。パッケージは青色と黄緑色のグラデーションに星空のモチーフがあしなわれている。

### 製造終了品
金麦クリアラベル
2014年5月13日に止渇爽快系のシリーズ製品として発売を開始した。独自製法のHHS（High temperature High pressure Steam:高温高圧蒸気）製法によって加工した麦芽を一部使用し、炭酸ガス濃度を高めに設定。さらに、仕込や発酵条件の最適化も行った。パッケージデザインは銀基調となっている。
2015年2月17日に初のリニューアルを実施。原料の配合を見直し、「金麦」シリーズでは初めて大麦を副原料に使用するようになったほか、パッケージデザインを刷新し、ベースカラーをアイボリーに替え、金の麦穂マークを大きくして中に液色を配した。
2019年に「金麦〈ゴールド・ラガー〉」と入れ替わりで製造終了となった。

### OEM
日本生活協同組合連合会向け製品として、CO・OPブランドでも、金麦が発売されている。本家と相違点としては、「SUNTORY」の部分が「CO・OP」に差し替えられていることである。

## パッケージ、広告
パッケージデザインは紺色を基調とし、金色の麦穂を円形に配した。広告は黒須美彦のプロデュースで、檀れいを起用。
高級感のあるイメージが定着し、2009年夏の第3のビールに関するマクロミルのインターネット世論調査では、50%が「CMや広告が印象に残っている」と回答。「高級感がある」「パッケージデザインが好き」の項目でも、2位と10ポイント以上の差をつけて首位となった。
なお、製品ごとに起用されているCMキャラクターが異なっており、「糖質70%オフ（現・糖質75%オフ）」は発売開始当初、真木よう子とバカリズムを起用していたが、同年12月のリニューアル以降は戸田恵梨香を起用し、その後は戸田とともに大森南朋も起用している。また、「クリアラベル」は発売当初、北川景子を起用していたが、2015年2月のリニューアルに伴い、森山未來、田中要次、木下隆行（TKO）、ホラン千秋が新たに起用された。「ゴールド・ラガー」では、ヒロミと長嶋一茂を起用し、その後はヒロミ、長嶋とともに小池栄子も起用している。
2019年2月からは「金麦」の発売当初から起用されている檀と共に、木村拓哉が新たに起用された。
2020年からは、広告をリニューアル。一新し、発売当初から起用されていた檀や木村に代わり、新たに「金麦」ブランドのメッセンジャーとして石原さとみを起用した。
2021年2月2日からは「金麦〈ゴールド・ラガー〉」から改称した「金麦〈サ・ラガー〉」の広告にこれまでのヒロミや長嶋、小池らに代わり、香取慎吾が起用された。音楽にはヒューイ・"ピアノ"・スミス・アンド・ザ・クラウンズの"ドンチュー・ジャスト・ノウ・イット"が採用された。
2022年2月より新たなメッセンジャーとして柳楽優弥と黒木華を起用した。
2023年1月より「糖質オフ」のメッセンジャーとして松岡茉優を起用した。
| 年月日        | 金麦             | 糖質オフ               | クリアラベル                             | ラガー                     |
| ------------- | ---------------- | ---------------------- | ---------------------------------------- | -------------------------- |
| 2007年6月19日 | 檀れい           | ―                      | ―                                        | ―                          |
| 2012年4月3日  | 檀れい           | 真木よう子、バカリズム | ―                                        | ―                          |
| 2012年12月    | 檀れい           | 戸田恵梨香             | ―                                        | ―                          |
| 2014年5月13日 | 檀れい           | 戸田恵梨香             | 北川景子                                 | ―                          |
| 2015年2月     | 檀れい           | 戸田恵梨香             | 森山未來、田中要次、木下隆行、ホラン千秋 | ―                          |
| 2019年2月5日  | 檀れい、木村拓哉 | 戸田恵梨香、大森南朋   | ―                                        | ヒロミ、長嶋一茂           |
| 2020年1月9日  | 石原さとみ       |                        | ―                                        | ヒロミ、長嶋一茂           |
| 2020年2月19日 | 石原さとみ       |                        | ―                                        | ヒロミ、長嶋一茂、小池栄子 |
| 2021年1月30日 | 石原さとみ       |                        | ―                                        | 香取慎吾                   |
| 2021年2月2日  | 柳楽優弥、黒木華 | ―                      | ―                                        | 香取慎吾                   |
| 2023年1月9日  | 柳楽優弥、黒木華 | 松岡茉優               | ―                                        | 香取慎吾                   |

※ 大森南朋がいつからいまで起用か不明。戸田単独がいつまでか。クリアラベル4名バージョンがいつまでか不明
なお、サントリーが提供スポンサーに就いているフジテレビ月曜9時枠の連続ドラマにおいては、通常のTVCMとは異なるドラマ作品とのコラボレーションによるTVCMが放映されている場合があり、6回目となる2023年7月期の『真夏のシンデレラ』では、同作品に出演している間宮祥太朗と白濱亜嵐が出演している。